# Euphorbia sekukuniensis
Euphorbia sekukuniensis är en törelväxtart som beskrevs av Robert Allen Dyer. Euphorbia sekukuniensis ingår i släktet törlar, och familjen törelväxter. IUCN kategoriserar arten globalt som nära hotad. Inga underarter finns listade i Catalogue of Life.

## Bildgalleri

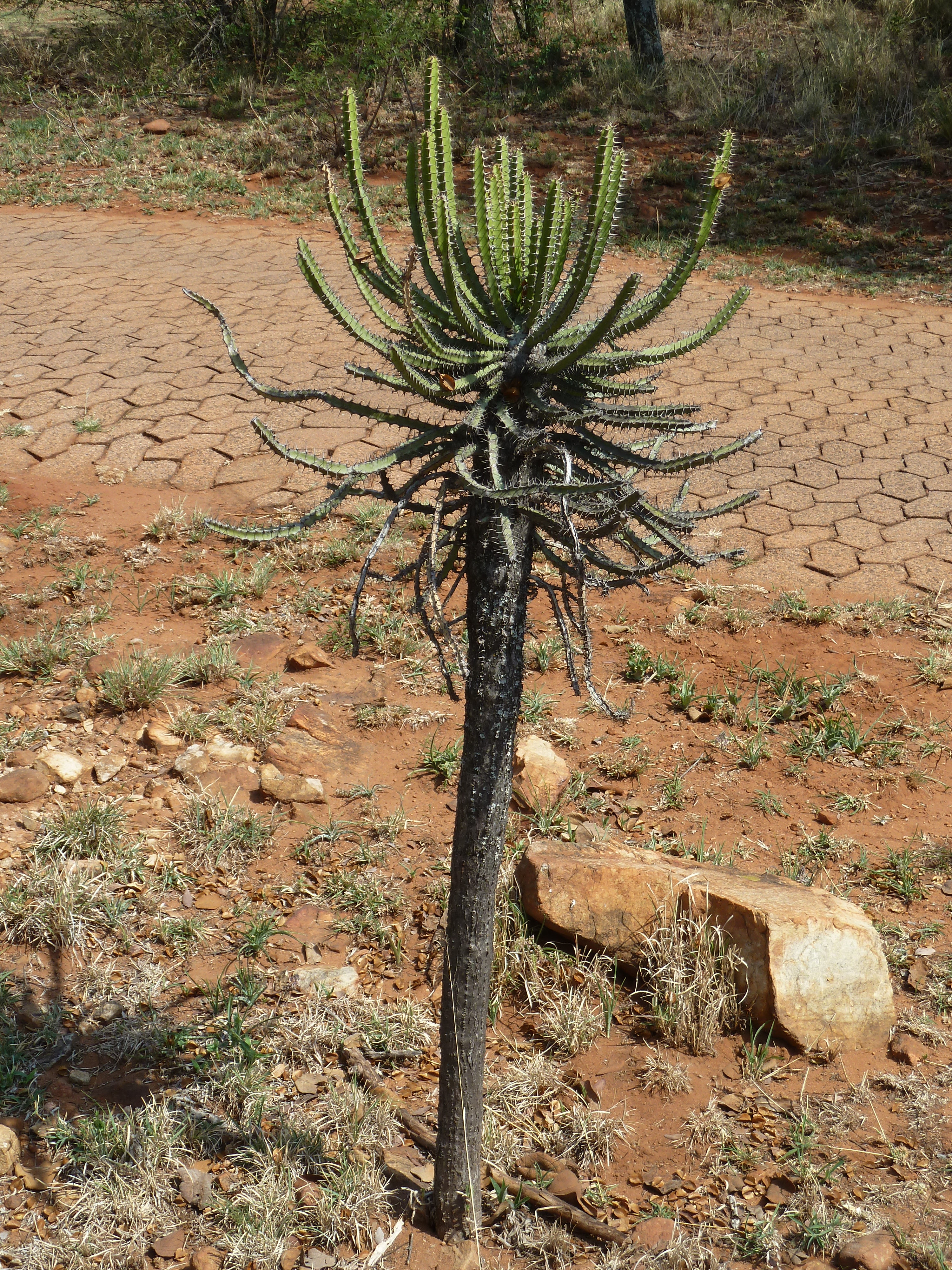
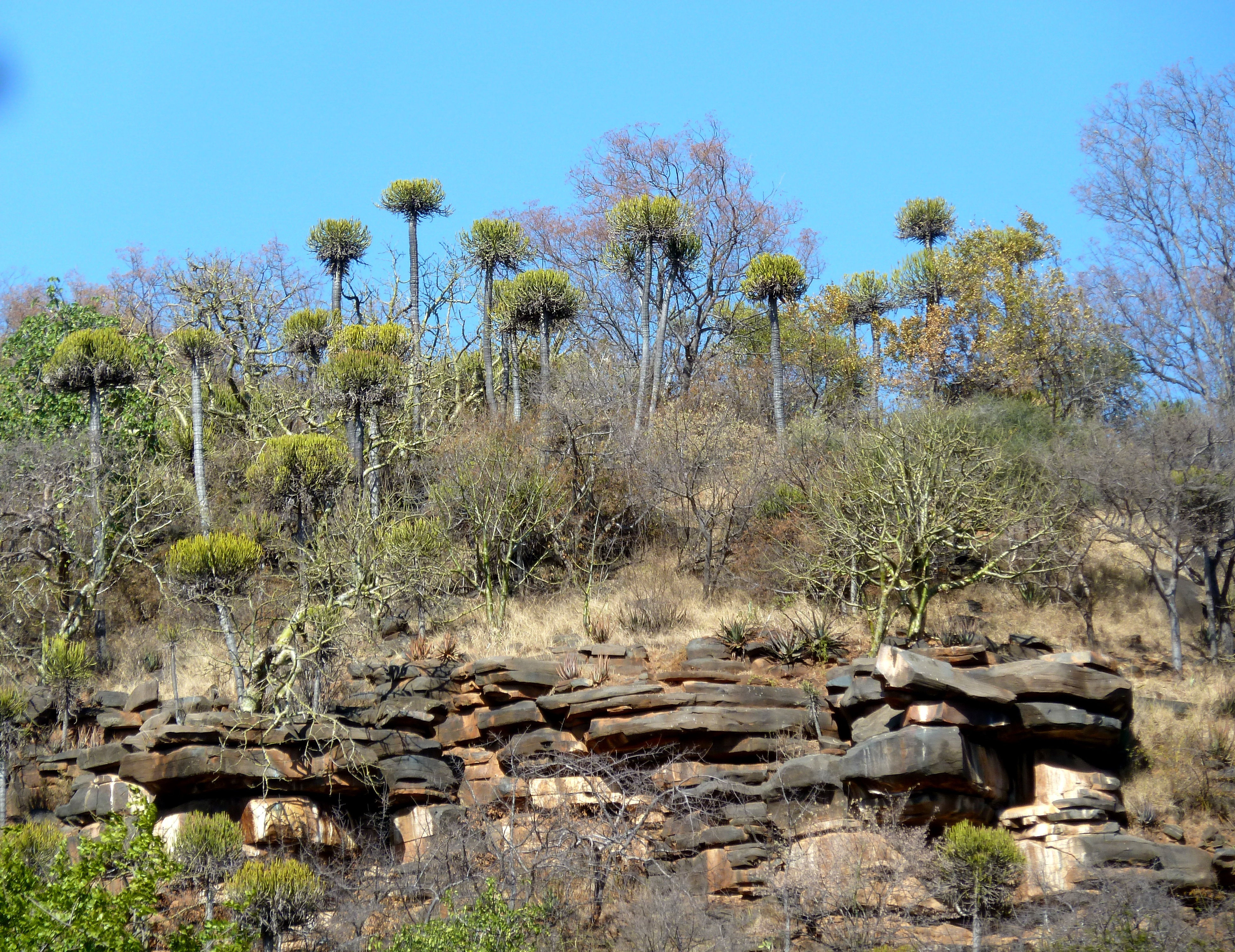
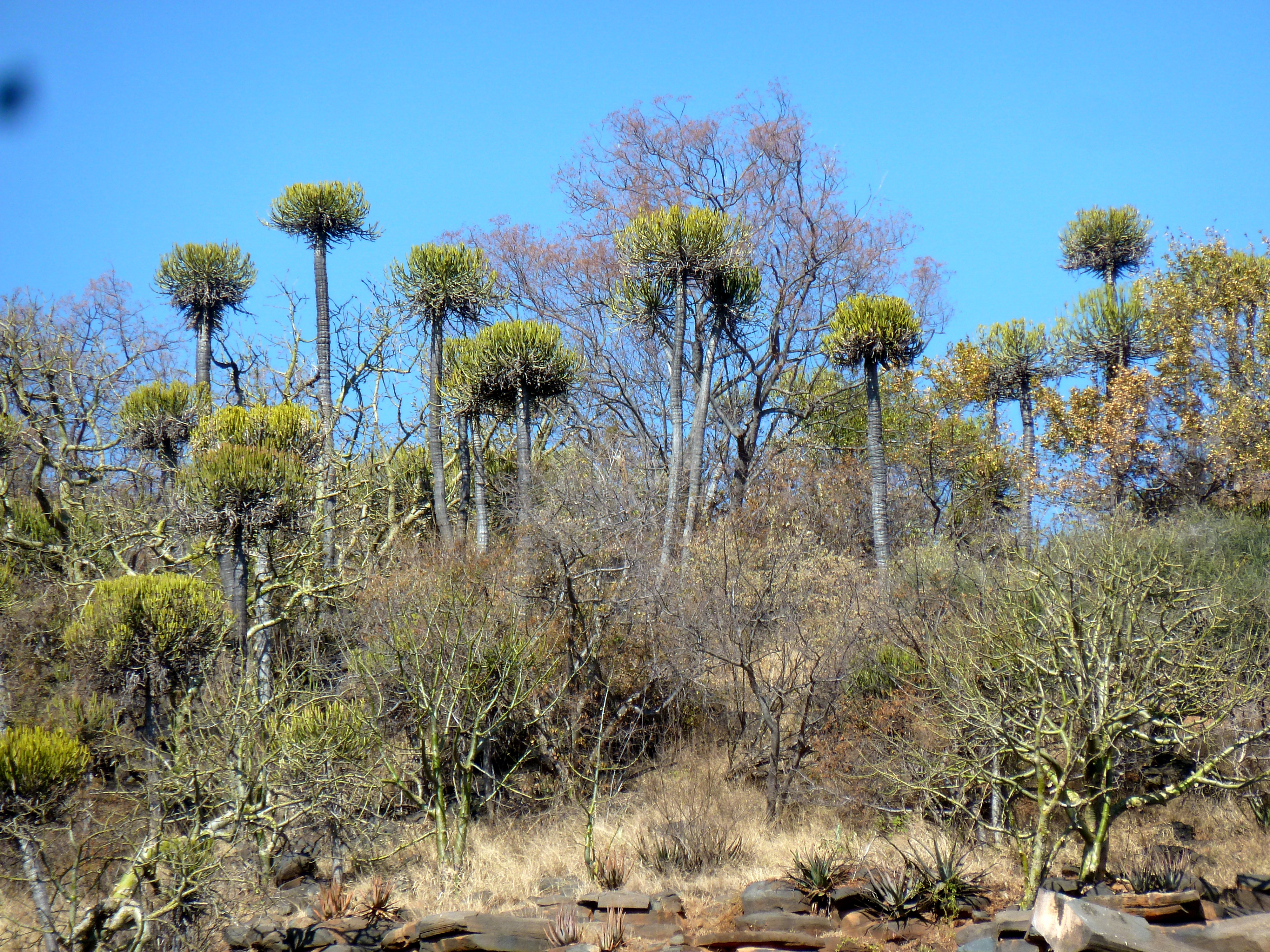
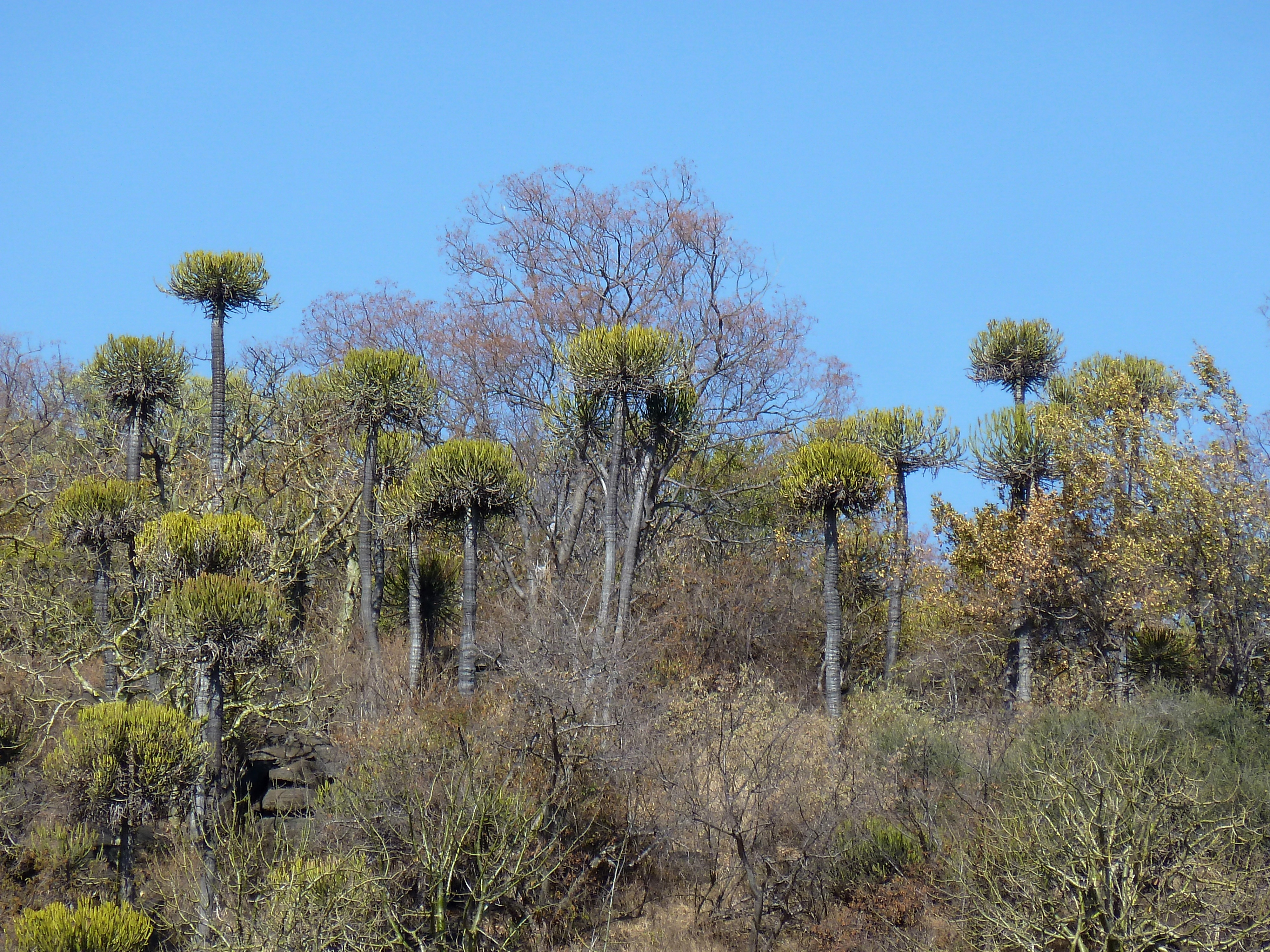
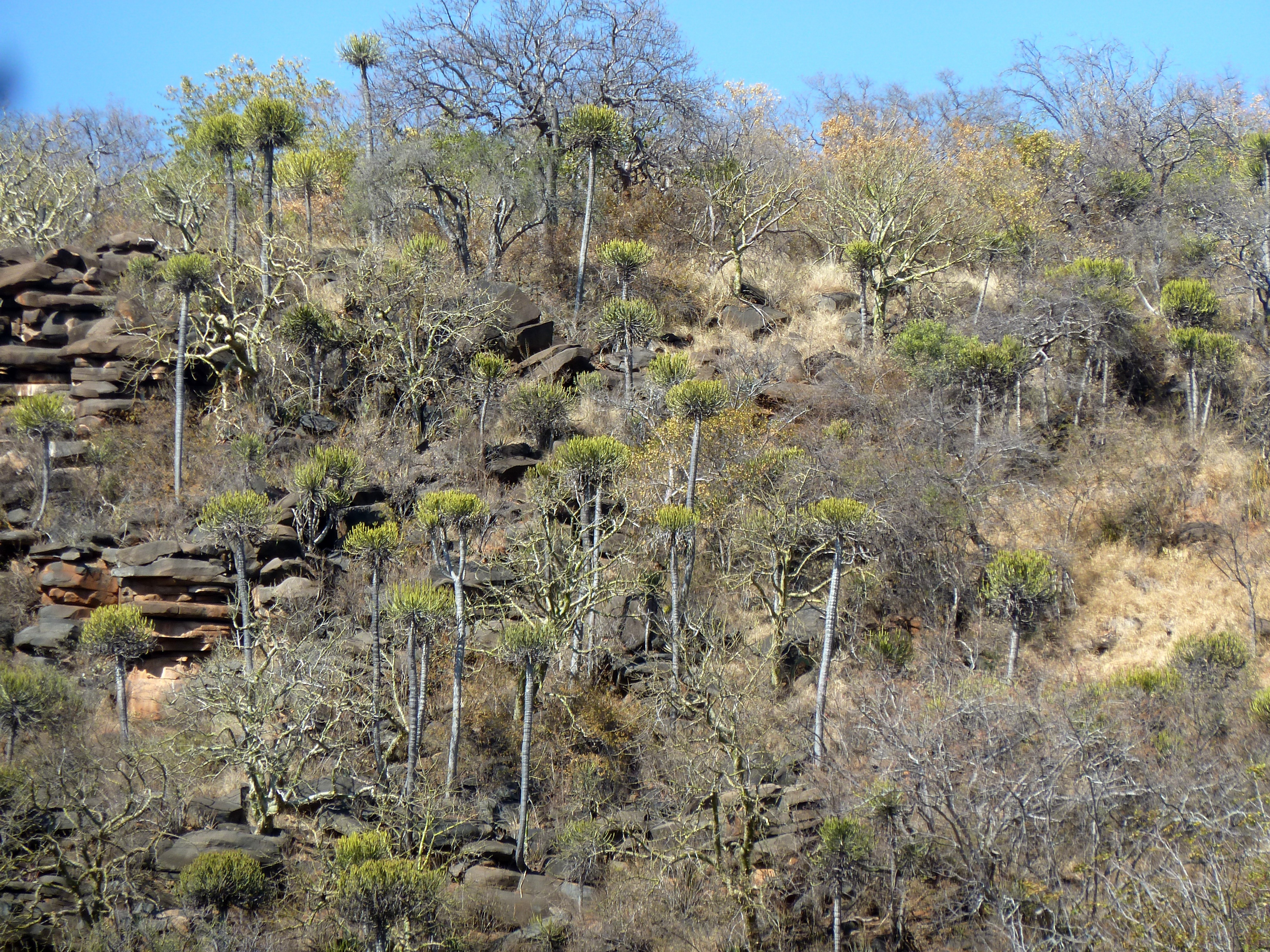